# Australogryllacris
Australogryllacris is een geslacht van rechtvleugeligen uit de familie Gryllacrididae. De wetenschappelijke naam van dit geslacht is voor het eerst geldig gepubliceerd in 1937 door Karny.

## Soorten
Het geslacht Australogryllacris omvat de volgende soorten:
- Australogryllacris kirbyi Griffini, 1909
- Australogryllacris ornata Walker, 1869